# Carlo Oriani
Carlo Oriani (ur. 5 listopada 1888 w Cinisello Balsamo; zm. 3 grudnia 1917 w Caserta) – włoski kolarz szosowy startujący wśród zawodowców w latach 1908–1915, zwycięzca Giro d’Italia. Zginął podczas I wojny światowej, walcząc w formacji bersalierów.

## Najważniejsze zwycięstwa
- 1912 - Giro di Lombardia
- 1913 - Giro d’Italia